# Clément Carbon
Pour les articles homonymes, voir Carbon.
Clément Carbon (né à Gits le 8 août 1835 et mort à Molenbeek-Saint-Jean le 27 août 1907) est un sculpteur, ébéniste, peintre et chef d'entreprise belge.

## Biographie

### Origines familiales et formation
Clément (Clemens) Carbon naît le 8 août 1835 à Gits, dans l'arrondissement de Roulers, en Flandre-Occidentale. Il est le quatrième d’une fratrie de cinq enfants, issus d’un milieu très modeste : son père, Eduardus Carbon, est tisserand, et sa mère, Anna Theresia Beeuwsaert, femme au foyer.
Sa scolarité est brève car il doit aider un agriculteur local, travaillant aux champs et s’occupant des animaux. C’est pourtant durant cette enfance laborieuse qu’émergent ses talents artistiques : il se passionne pour la sculpture et réalise, à l’aide d’un simple canif, de nombreux objets en bois de palmier.
Les notables de Gits remarquent rapidement ses dons. Hendrik Horrie, fondateur de l’Académie de Roulers, convainc alors ses parents de le laisser suivre une formation artistique. Clément entre d’abord à l’Académie de Roulers, puis poursuit ses études à l’Académie royale des beaux-arts d’Anvers, où il bénéficie de l’enseignement du sculpteur Joseph Geefs. En 1860, il s’y distingue brillamment, remportant le prix d’excellence, les premiers prix de composition historique, d’anatomie musculaire, d’antiquités et de costumes, ainsi que le deuxième prix de modelage d’après nature.
En 1864, Clément Carbon participe au Prix de Rome belge et obtient le second prix grâce à son bas-relief Priam supplie Achille de lui remettre le corps de son fils Hector. L’œuvre récolte quatre voix contre cinq en faveur du lauréat, Frans Deckers, et est acquise pour 200 francs par la commune de Roulers. Ce prix, accompagné d’une bourse, lui permet de perfectionner son art au cours d’un séjour d’étude à travers l’Italie.

### Mariage
En 1867, Clément Carbon épouse Theresia Virginia Laigneil (1845-1939), issue de la bourgeoisie de Roulers. De leur union naîtront neuf enfants, dont Paulina (1874-1944), qui deviendra l’épouse de l’architecte et échevin de Roulers Joseph Viérin, et Hendrik (1882-1950), qui embrassera à son tour une carrière de sculpteur et d’architecte.

### Carrière
Clément Carbon s’établit à Roulers, où il enseigne à l’Académie de la ville et fonde son propre atelier d’ébénisterie et de sculpture. Il y réalise des œuvres principalement dans le style néogothique, mais aussi dans un registre plus naturaliste, proche du courant saint-sulpicien alors très prisé dans les milieux catholiques.

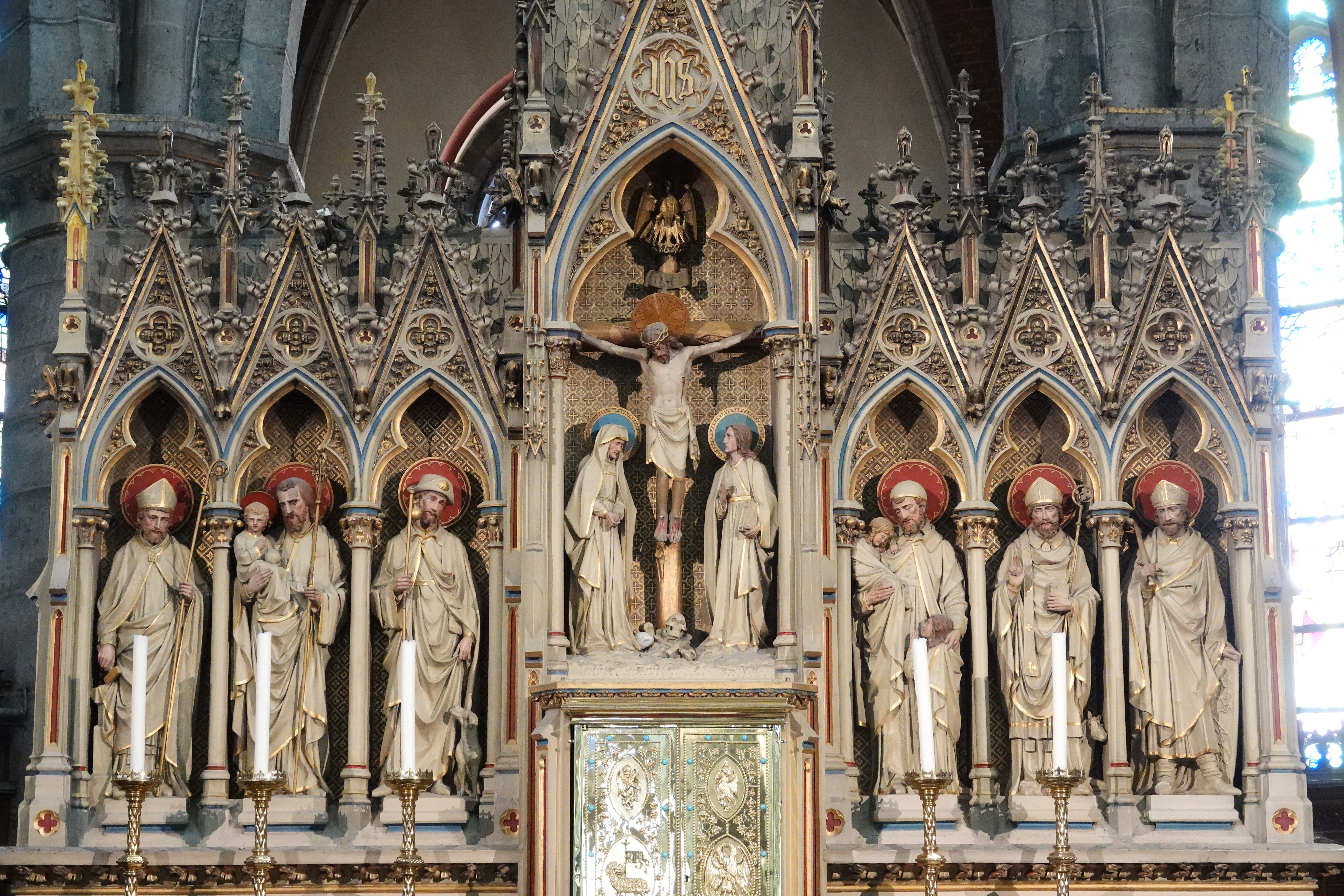
Retable néogothique du maître-autel de l'église Saint-Médard de Wervik

Durant cette période, il rénove presque entièrement le mobilier liturgique et intérieur de l’église Saint-Jacques-le-Majeur de Gits, sa commune natale. Il intervient également comme restaurateur, notamment sur la chaire de vérité de l’église Saint-Michel de Roulers. Parallèlement à ses activités de sculpteur, il s’essaie aussi à la peinture.
Parmi ses élèves figurent plusieurs artistes de renom, tels que Jules Lagae, lauréat du Prix de Rome en 1888, ainsi que Karel Dupon, Josué Dupon et Pierre Boncquet.
En 1893, il quitte la Flandre pour s’installer à Molenbeek-Saint-Jean. Il y réside jusqu’à sa mort, survenue à son domicile du 33 rue Frère Orban, le 27 août 1907, à l’âge de 72 ans.

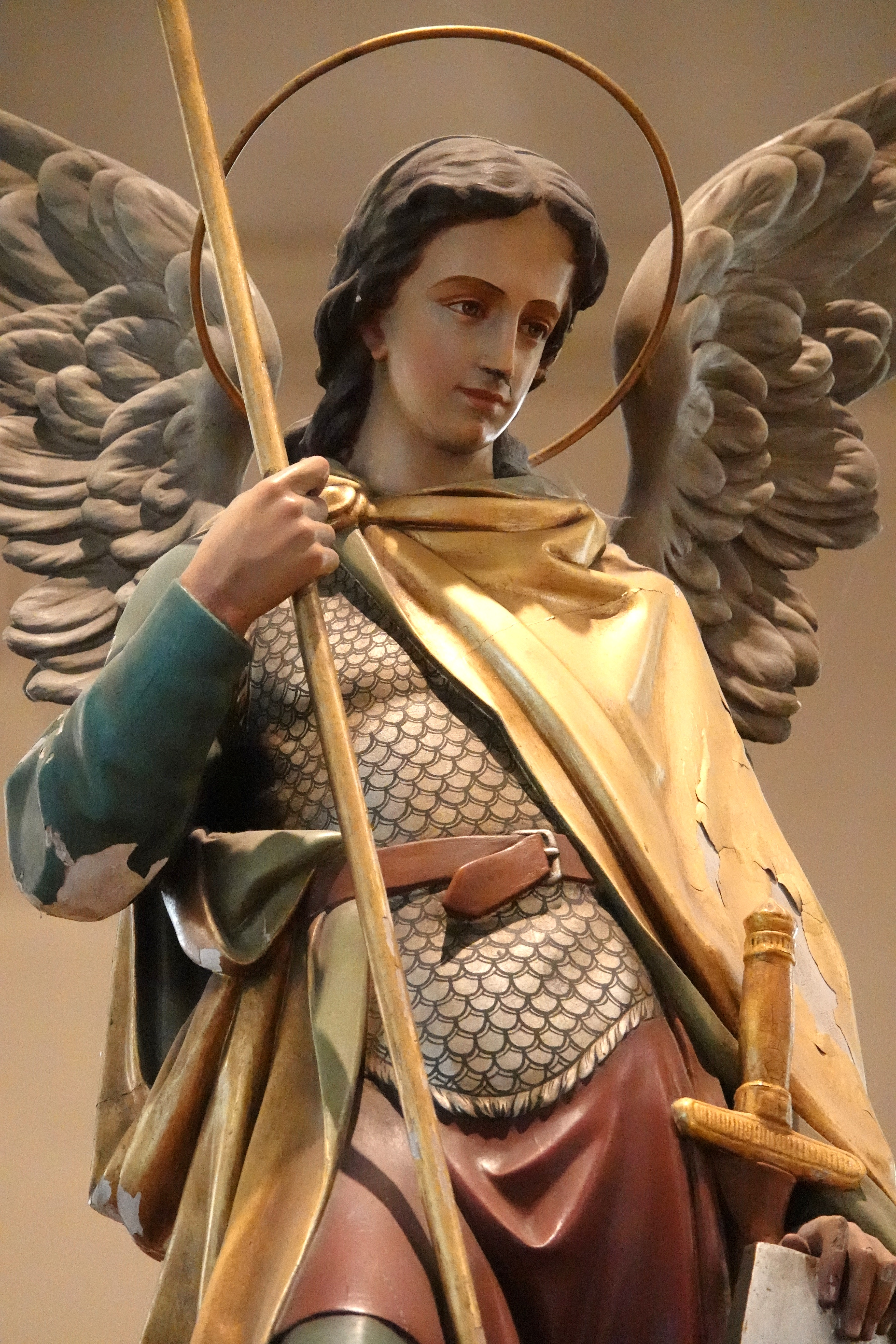
Statue de Saint-Michel (église Saint-Michel de Roulers) au modelé naturaliste et au costume néogothique

## Postérité et hommage

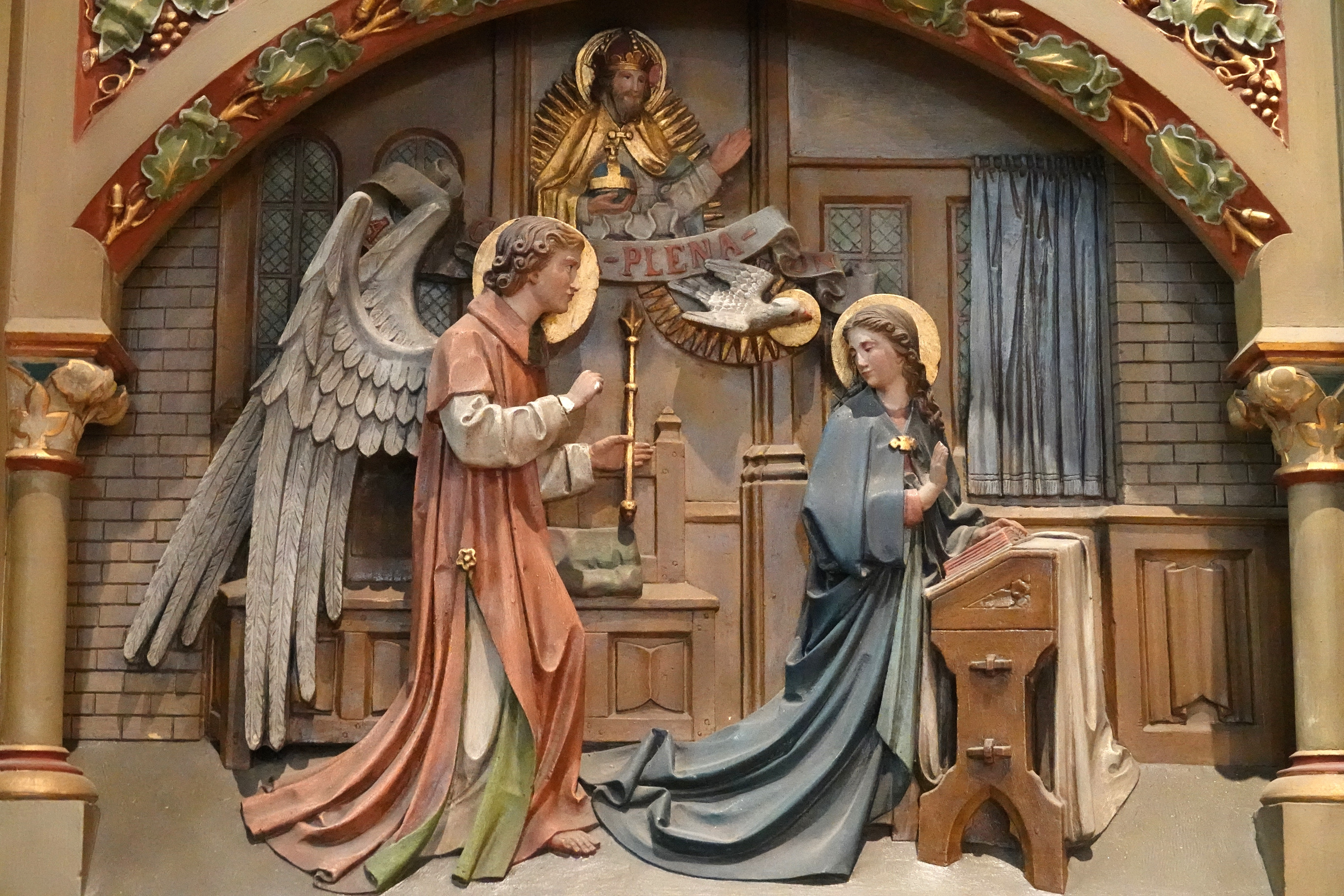
Annonciation néogothique sur l'autel de la Vierge dans l'église Saint-Michel de Roeselare

Au XXe siècle, les styles néogothique et saint-sulpicien tombent en désuétude et sont de plus en plus critiqués. Dans ce contexte, l’œuvre de Clément Carbon sombre peu à peu dans l’oubli. Les guerres, l’évolution des goûts artistiques, les réformes liturgiques, puis les désacralisations successives ont entraîné la disparition ou la dispersion d’une partie de ses réalisations.Toutefois, en 1960, une rue portant le nom de Clément Carbon est créé à Gits, et en 1970, un article biographique paraît, témoignant d’un regain d’intérêt.
C’est surtout en 2011 que Clément Carbon retrouve une visibilité nouvelle : le Davidsfonds, le cercle d’histoire locale de Gits et la commune de Hooglede lui rendent hommage à travers le projet In de voetsporen van Clément Carbon (« Sur les traces de Clément Carbon »). À cette occasion, une réplique de son bas-relief Priam supplie Achille, qui lui valut le second prix au Prix de Rome belge en 1864, est dévoilée dans l’église Saint-Jacques-le-Majeur de Gits. L’original, quant à lui, est transféré et conservé dans le nouveau centre administratif communal.

## Œuvres

### Œuvres religieuses
Voici une liste non exhaustive d'œuvres religieuses : 
- Audenaarde, église Notre-Dame-de-Pamele[10]
  - Travaux non identifiés et état actuel inconnu
- Courtrai, église Saint-Roch[10]
  - maître-autel[12]
  - autel latéral de Saint Benoît Labre[13]
  - chaire[14]
  - stalles[15]
  - statue de Saint Antoine[16]
  - diverses statues[17]
- Dentergem , église Notre-Dame et Saint-Etienne (de 1872 à 1879)
  - "chœur" en chêne
  - banc de communion[18]
  - chaire néogothique[19]

- Gand, église Sainte Anne[10]
  - Travaux non identifiés et état actuel inconnu
- Gand, église Sainte Elisabeth[10]
  - Travaux non identifiés et état actuel inconnu
- Gits, église Saint-Jacques
  - statue du Sacré-Cœur[20]
- Jette, couvent du Sacré-Coeur[10]
  - Travaux non identifiés et état actuel inconnu
- Roulers, église Saint-Michel
  - autel de la Vierge[21]
  - autel de Saint François Xavier
  - statue de Saint Michel
  - statue du Sacré-Cœur[22],[23]
  - banc de communion[24]

Œuvres de Clément Carbon pour l'église Saint-Michel de Roulers
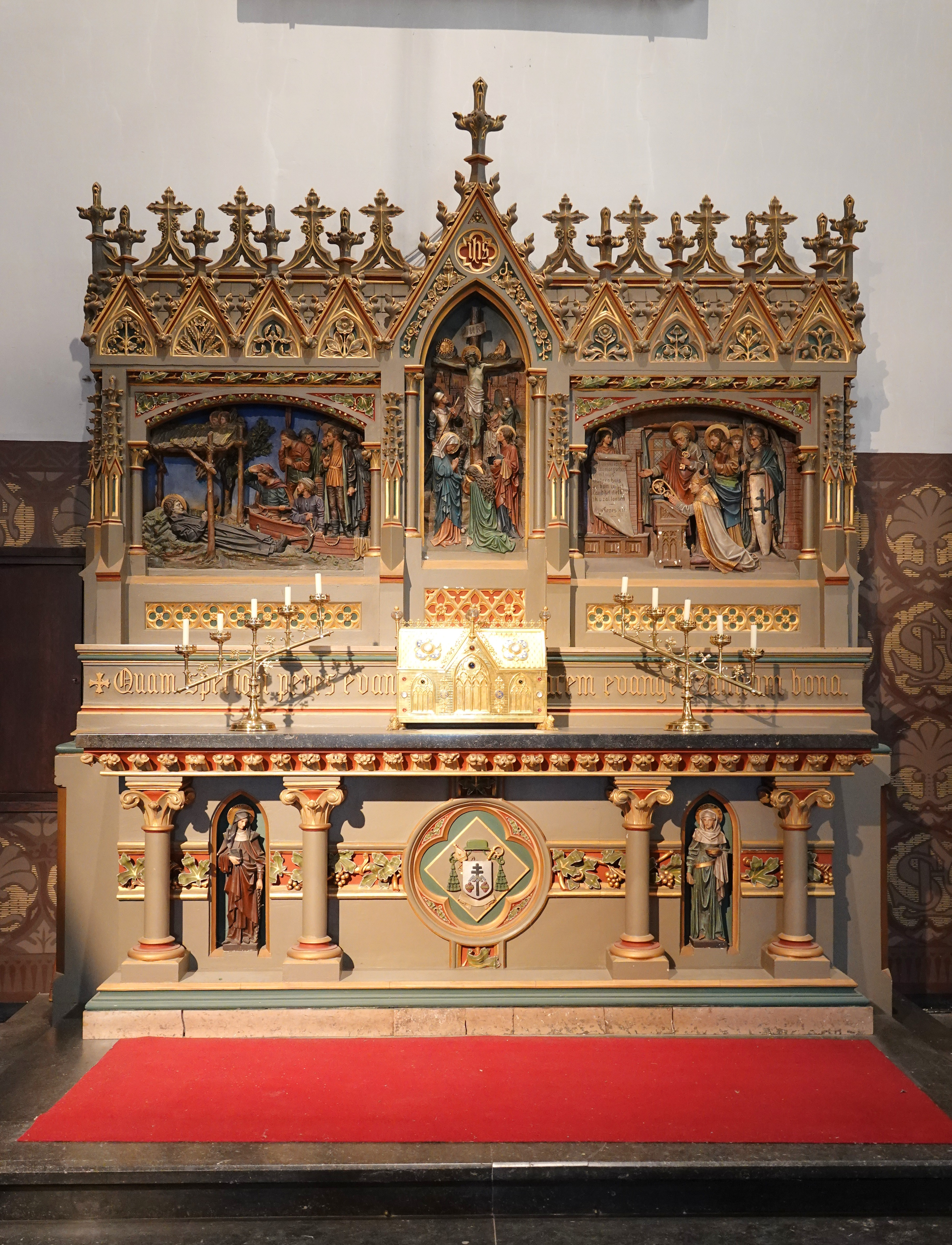
Autel de Saint François Xavier
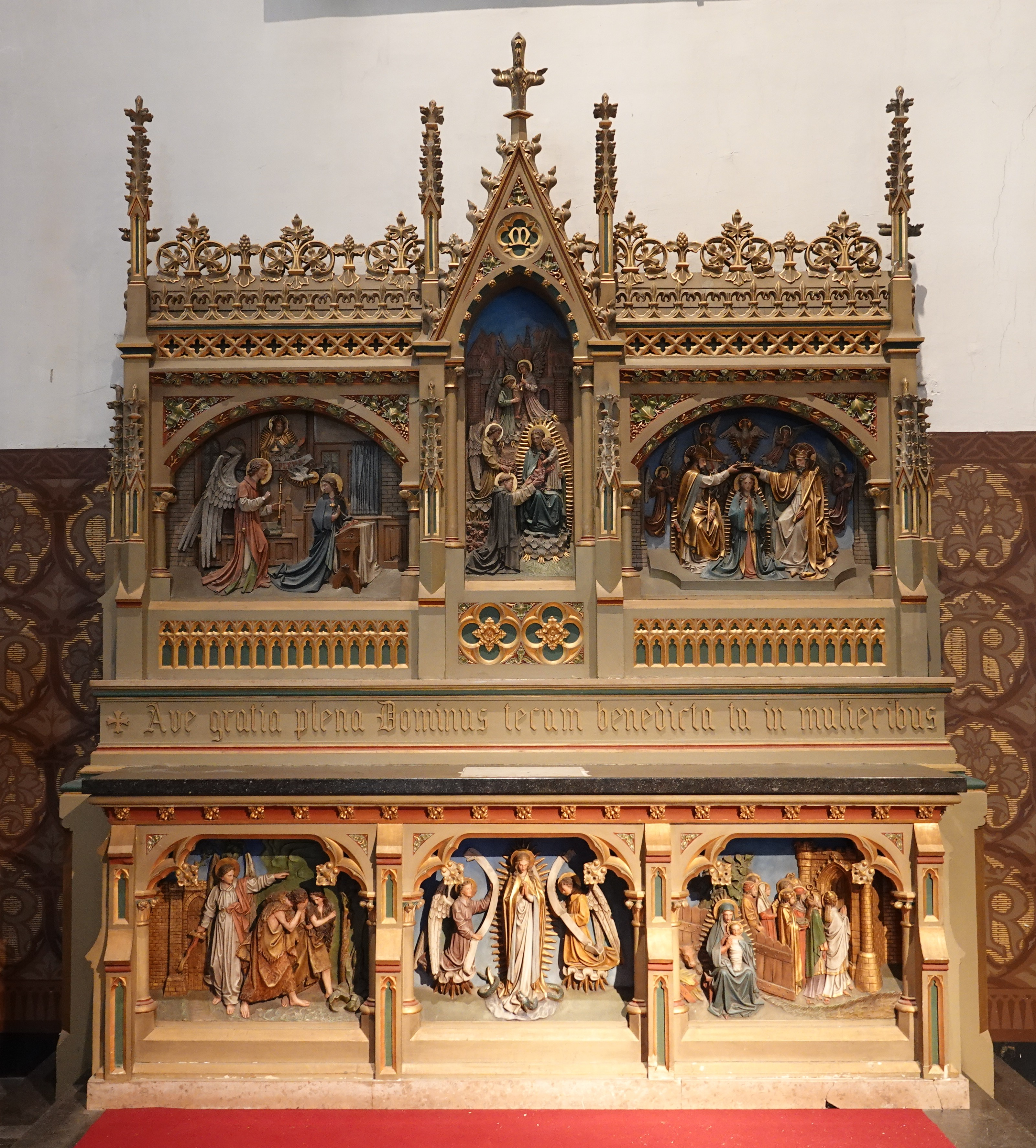
Autel de la Vierge
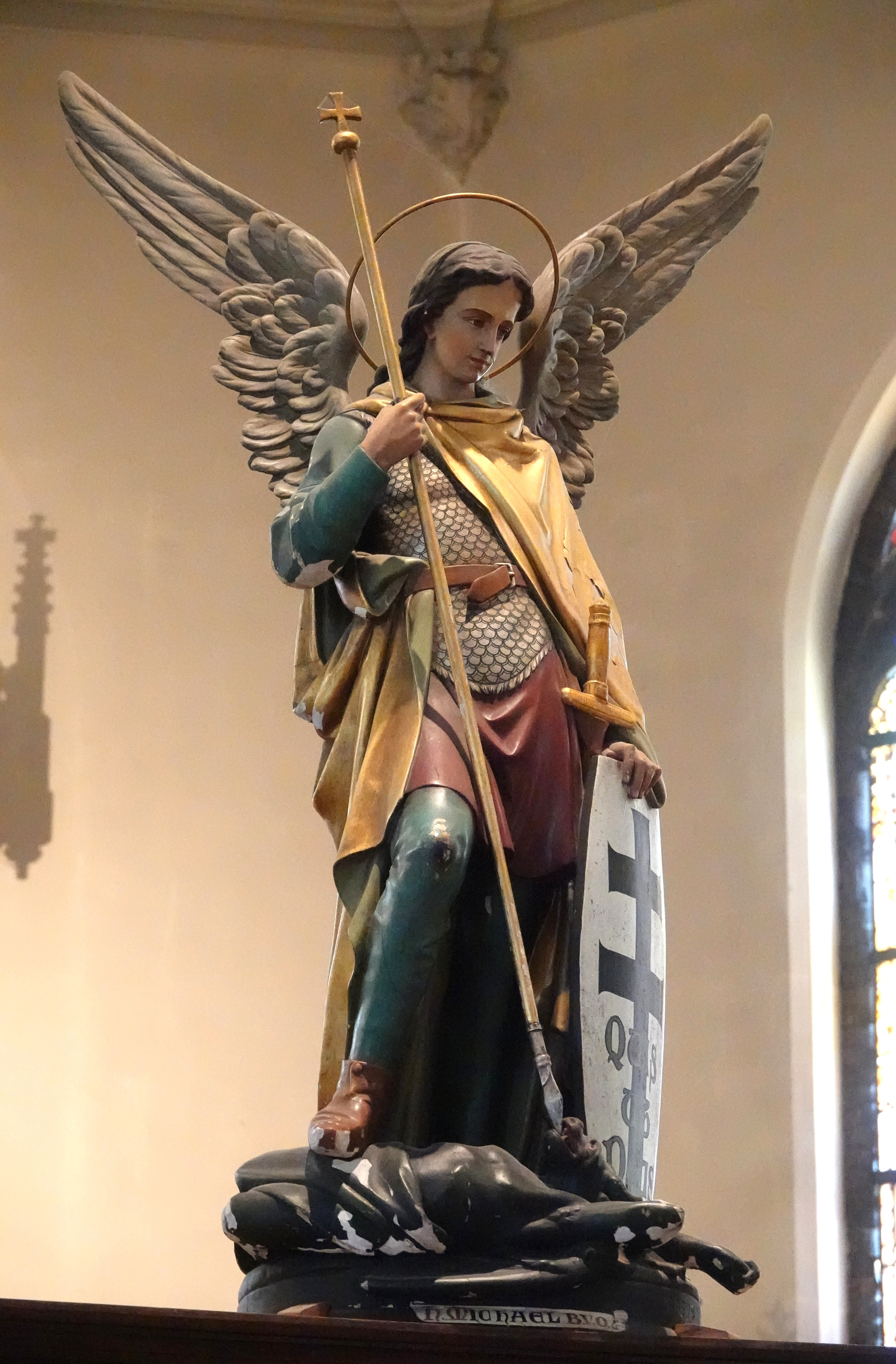
Statue de Saint Michel
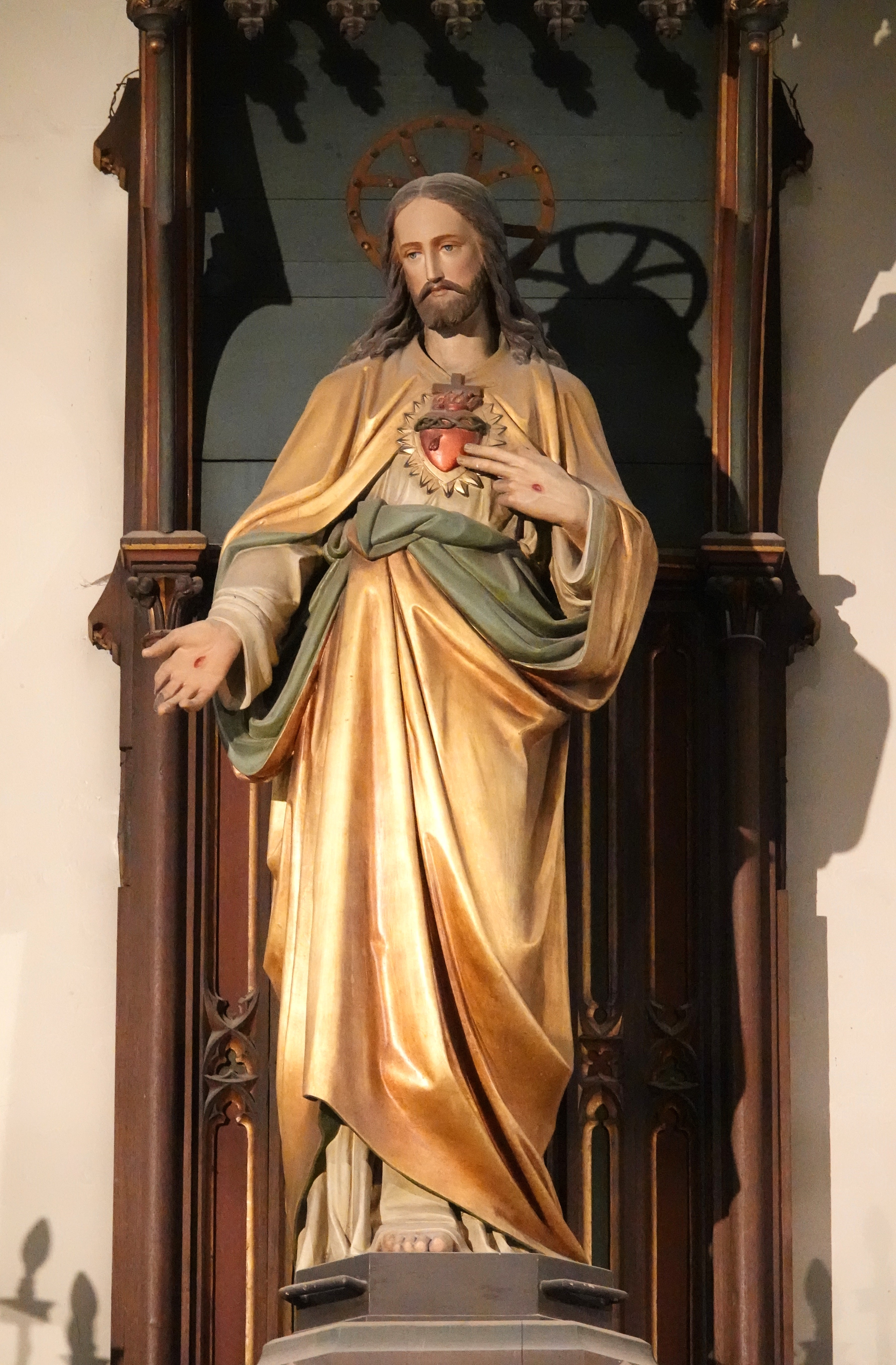
Statue du Sacré-Cœur

- Wervik, église Saint-Médard
  - maître-autel (1877)[25]

Maître-autel de l'église Saint-Médard de Wervik
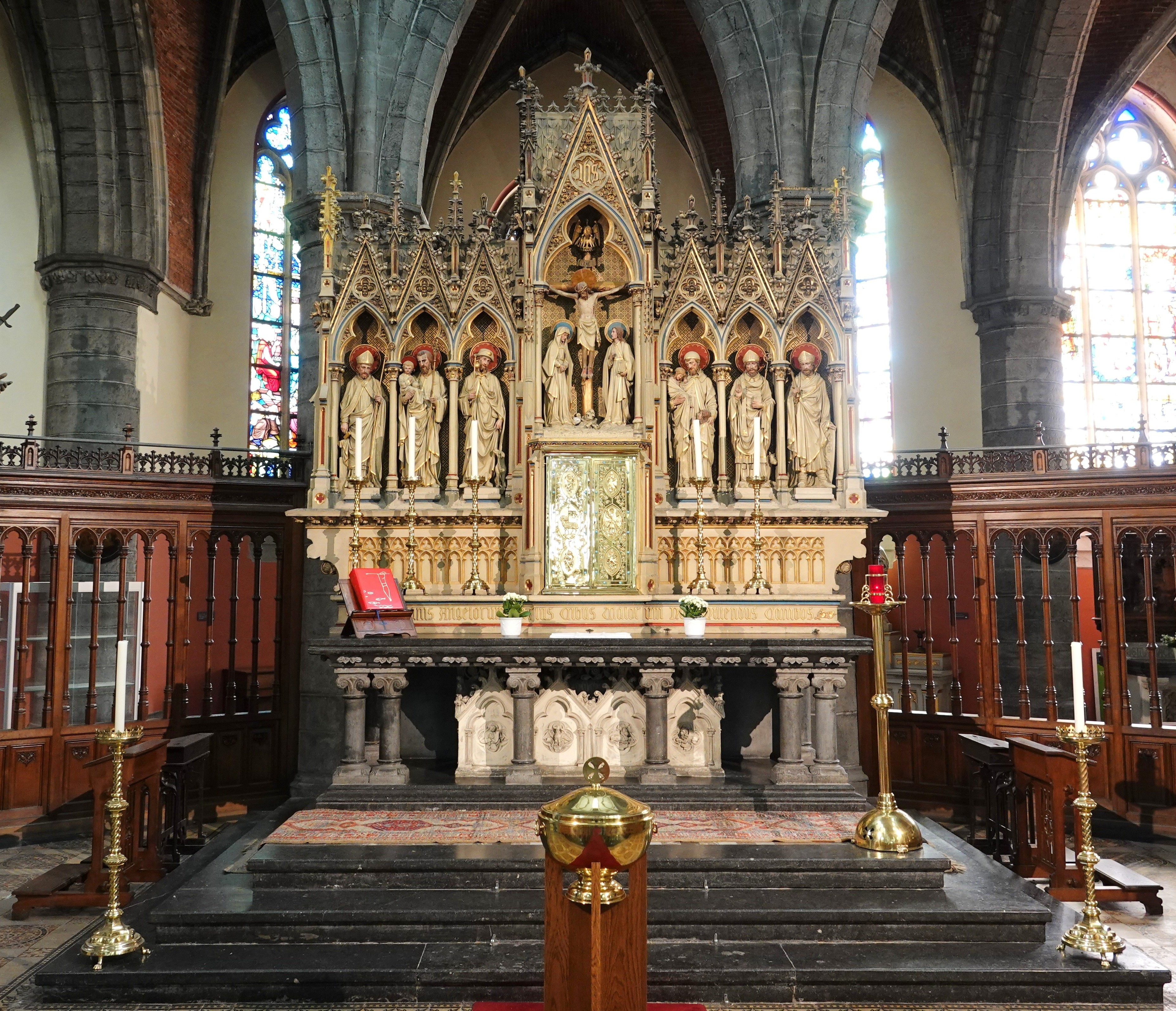
maître-autel néogothique
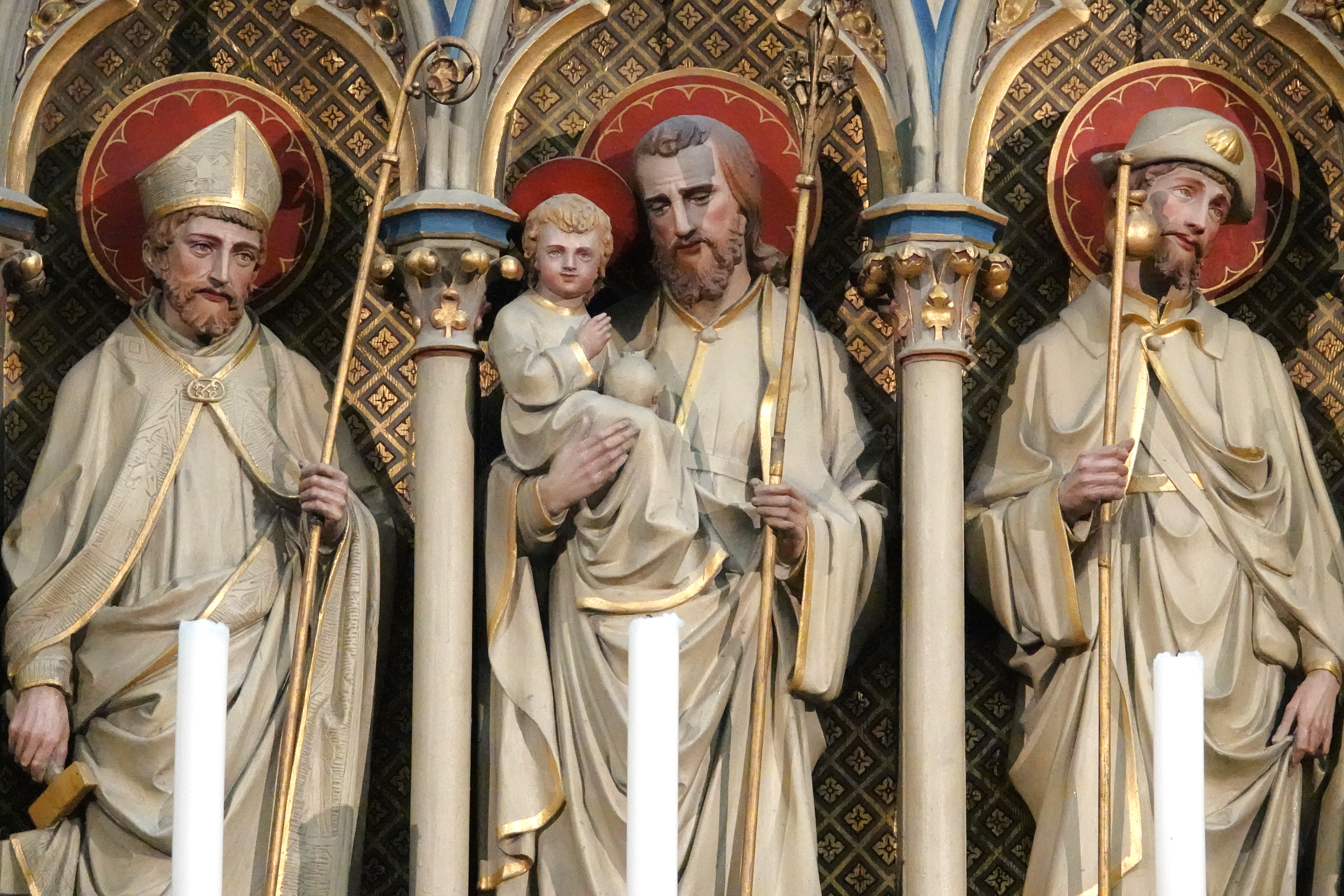
Saint Eloi, Saint Joseph, Saint Roch
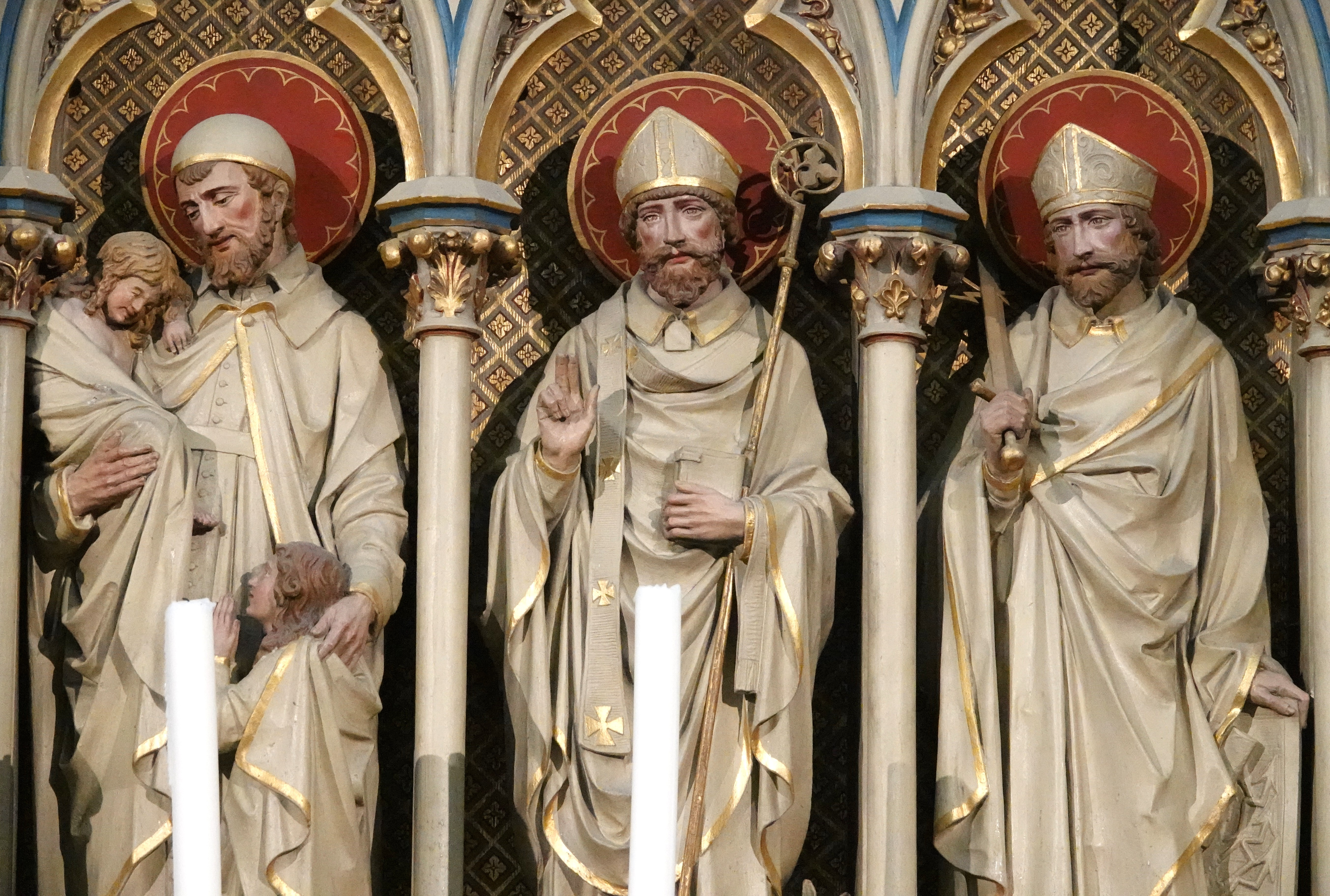
Saint Vincent de Paul, Saint Médard, Saint Martin
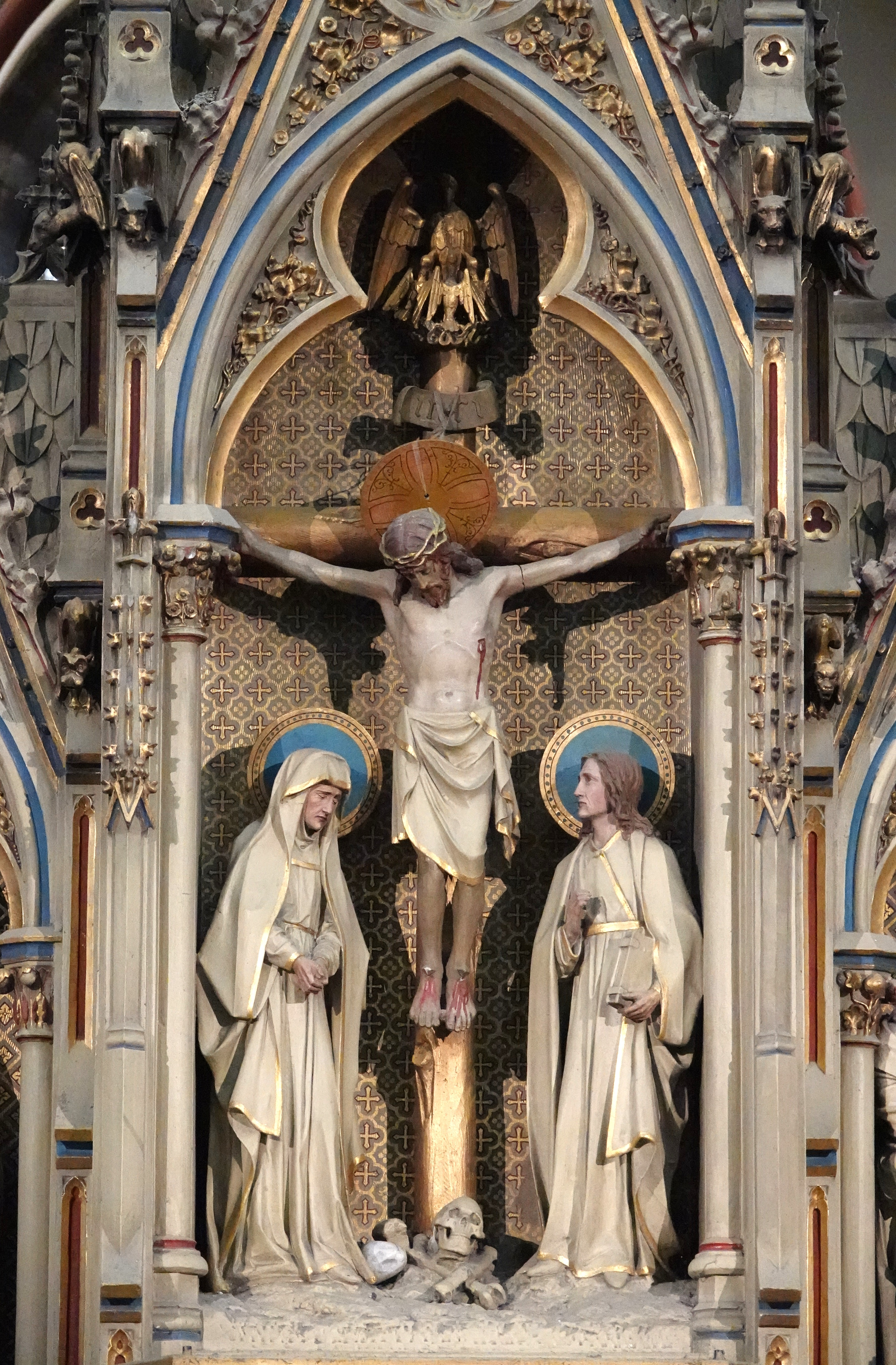
crucifixion
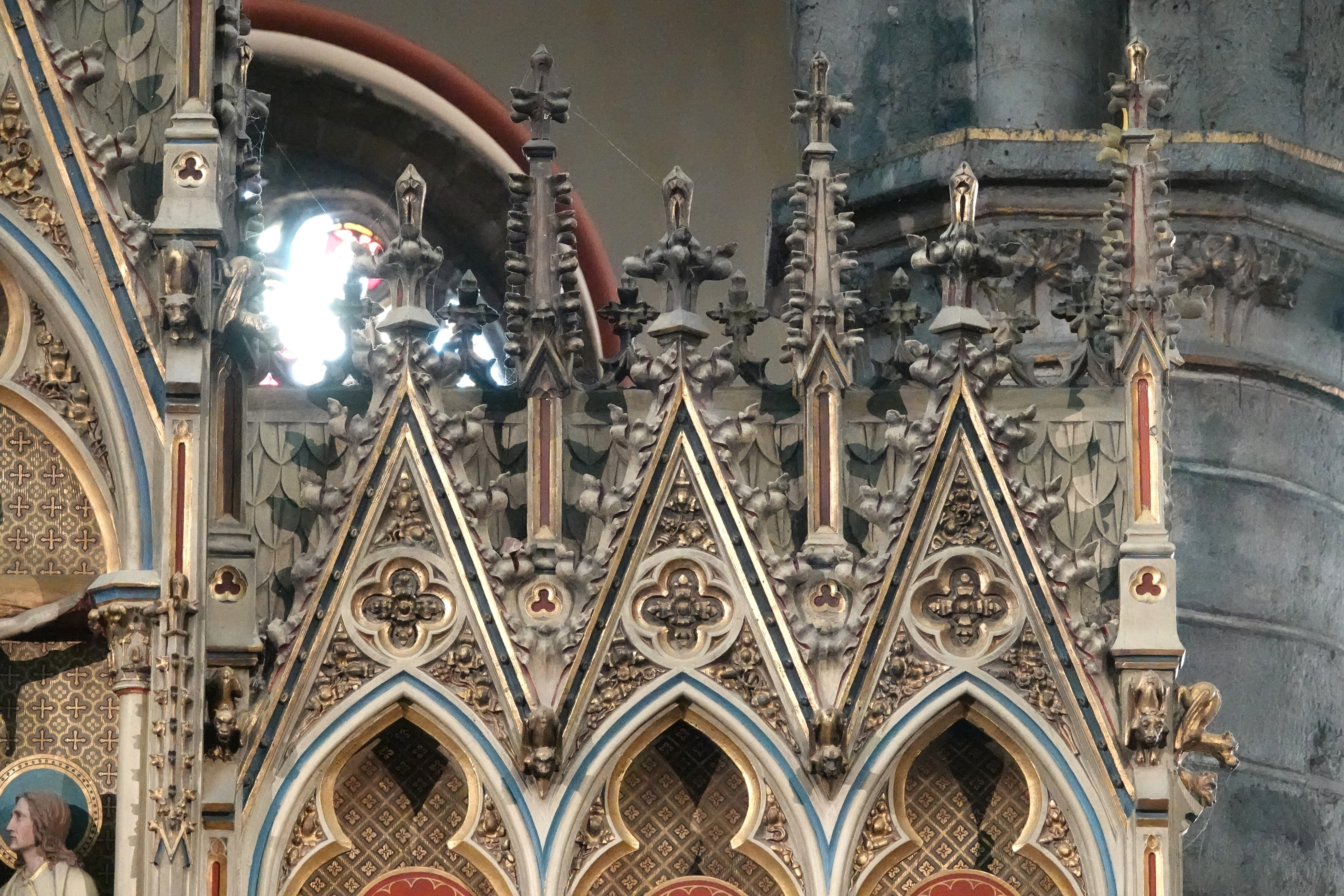
dais néogothiques
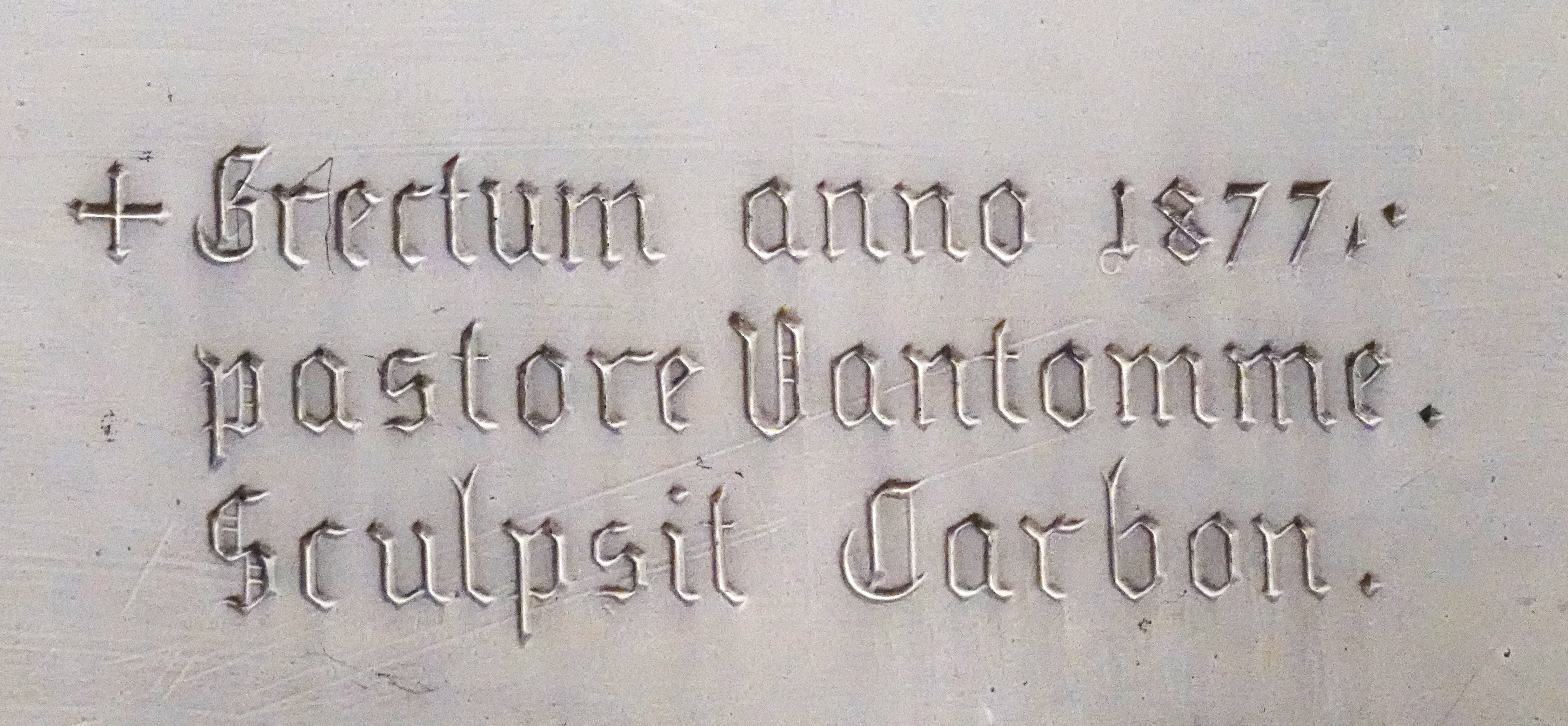
Datation et signature au revers du retable

### Œuvres profanes
En dehors de ses productions religieuses destinées aux églises, Clément Carbon expose peu dans les circuits artistiques officiels. Le public découvre néanmoins certaines de ses œuvres à l’occasion de quelques expositions. En 1881, il présente à Courtrai deux sculptures en plâtre intitulées Le Charlatan et Le Liseur. En 1894, il participe à une exposition au Palais des Glaces de Munich, où il reçoit une seconde médaille en sculpture. Deux ans plus tard, en 1896, il envoie Le Savant, une statue en plâtre, au Salon des artistes français organisé au Palais des Champs-Élysées à Paris.
Par ailleurs, un projet de monument réalisé en 1882 — représentant Jan Breydel et Pieter de Coninck — est toujours conservé à l’hôtel de ville de Roulers. Cette œuvre avait été soumise dans le cadre du concours visant à ériger une statue sur la Grand-Place de Bruges. Toutefois, le projet de Carbon ne fut pas retenu,.

#### Articles
- (nl) Aubert-Tillo van Biervliet, « Clemens Carbon van Gits Een beeldhouwer uit de neo-gothiek », Biekorf, vol. 71, nos 11-12,‎ 1970, p. 331-336 (lire en ligne, consulté le 2 mai 2024).
- « Sculpture religieuse : Autel de l'église Saint-Roch, à Courtrai : Par Clément Carbon », Journal des Beaux-Arts et de la Littérature, no 11,‎ 15 juin 1875, p. 89-90 (lire en ligne)

#### Autres sources en ligne
- IRPA, Œuvres de Clément Carbon réportoriées sur Balat (lire en ligne)